# Општина Патулеле (Мехединци)
Општина Патулеле (рум. Comuna Pătulele) је општина у округу Мехединци у Румунији. Седиште општине је насеље Патулеле. Према попису из 2021. у општини је живело 3.038 становника.

## Географија
Општина Патулеле је по површини 10. највећа општина у округу Мехединци и простире на 105,86 km². Границе општине су следеће:
- На северозападу и западу — општина Жијана
- На североистоку — варош Ванжу Маре
- На истоку — општине Корлацел и Пунгина
- На југу — општине Ванатори, Груја, Гарла Маре и Пристол
- На југозападу — општина Груја

## Становништво и насеља
Општина Патулеле је на попису 2021. године имала 3.038 становника, за 598 мање (-16,45%) од претходног пописа 2011. године када је било 3.636 становника. По броју становника је девета највећа у округу Мехединци. Убедљиву већину становништва чине Румуни.
| Етнички састав према попису из 2021.‍ | Етнички састав према попису из 2021.‍ | Етнички састав према попису из 2021.‍ | Етнички састав према попису из 2021.‍ | Етнички састав према попису из 2021.‍ |
| ------------------------------------ | ------------------------------------ | ------------------------------------ | ------------------------------------ | ------------------------------------ |
|                                      |                                      |                                      |                                      |                                      |
| Румуни                               | Румуни                               |                                      | 2.800                                | 92,17%                               |
| Непознато                            | Непознато                            |                                      | 238                                  | 7,83%                                |

### Насеља
Општина се састоји из 2 насеља.
| Насеље           | Изворни назив | Број становника | Број становника |
| Насеље           | Изворни назив | 2011.           | 2021.           |
| ---------------- | ------------- | --------------- | --------------- |
| Вијашу           |               | 534             | 474             |
| Патулеле         |               | 3.102           | 2.564           |
| Општина Патулеле |               | 3.636           | 3.038           |

## Историјски споменици
На територији општине Патулеле заштићена су два историјска споменика од локалног значаја.
| Слика | Историјски споменик         | Датирање     | Локација |
| ----- | --------------------------- | ------------ | -------- |
|       | Црква брвнара Светог Николе | 19. век      | Патулеле |
|       | Црква Светог Петра и Павла  | 1835. година | Вијашу   |